# Parafia Wniebowzięcia Najświętszej Maryi Panny w Stolinie
Parafia Wniebowzięcia Najświętszej Maryi Panny w Stolinie – rzymskokatolicka parafia znajdująca się w diecezji pińskiej, w dekanacie pińskim, na Białorusi.
Proboszcz stoliński obsługuje także parafię Wniebowzięcia Najświętszej Maryi Panny w Osowej.

## Historia
Parafia erygowana w 1811. W latach 1852–1923 kościół był w rękach prawosławnych i służył jako cerkiew.
W latach międzywojennych parafia leżała w diecezji pińskiej, w dekanacie Łuniniec. Niektóre źródła podają, że parafia nosiła wezwanie Narodzenia Najświętszej Maryi Panny.
Podczas II wojny światowej stoliński ksiądz Franciszek Smorcewicki brał udział w ratowaniu Żydów, za co został otrzymał odznaczenie Sprawiedliwy wśród Narodów Świata.
Brak danych o losach kościoła w czasach komunizmu. Obecnie nabożeństwa odbywają się w kaplicy.

## Bibliografia

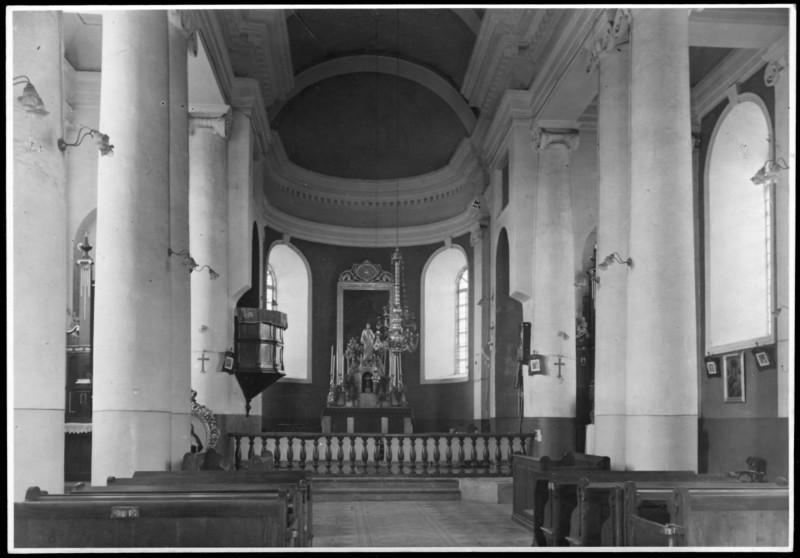
Wnętrze kościoła w Stolinie w okresie międzywojennym

## Proboszczowie parafii
| imię i nazwisko            | daty urzędowania |
| -------------------------- | ---------------- |
| Ks. Franciszek Smorcewicki |                  |
| Ks. Stanisław Pawlina      |                  |